# Jason Elam
Pour les articles homonymes, voir Jason et Elam.
(en) Statistiques sur pro-football-reference
Jason Elam, né le 8 mars 1970 à Fort Walton Beach (Floride), est un joueur américain de football américain qui évoluait au poste de kicker.

## Biographie

### Carrière
Étudiant à l'université d'Hawaï à Manoa, il joue pour les Rainbow Warriors d'Hawaï.
Il est drafté en 1993 à la 70e place (troisième tour) par les Broncos de Denver. Il remporte deux Super Bowls, le XXXII (saison NFL 1997) et le XXXIII (saison NFL 1998). En 2008, aucun joueur n'avait marqué autant de points pour une seule équipe qu'Elam,.
Après quatorze années à Denver, il signe pour quatre années aux Falcons d'Atlanta en 2008. Il décide de prendre sa retraite et de se retirer du monde du football professionnel après 17 saisons en NFL dont 15 chez les Broncos.

### Distinctions
- Il est sélectionné trois fois au Pro Bowl en 1995, 1998 et 2001.
- Il détient, parmi de nombreux records, avec Tom Dempsey le plus long field goal de l'histoire avec 63 yards.

## Statistiques
| Année  | Équipe            | MJ     |        | Field goals | Field goals | Field goals | Field goals |         | Extra Points | Extra Points | Extra Points |      | Punt | Punt | Punt |
| Année  | Équipe            | MJ     | Tentés | Réussis     | %           | Long        | Tentés      | Réussis | %            | Tentés       | Yards        | Moy. |      |      |      |
| 1993   | Broncos de Denver | 16     | 35     | 26          | 74,3        | 54          | 42          | 41      | 97,6         | -            | -            | -    |      |      |      |
| 1994   | Broncos de Denver | 16     | 37     | 30          | 81,1        | 54          | 29          | 29      | 100          | -            | -            | -    |      |      |      |
| 1995   | Broncos de Denver | 16     | 38     | 31          | 81,6        | 56          | 39          | 39      | 100          | 1            | 17           | 17   |      |      |      |
| 1996   | Broncos de Denver | 16     | 28     | 21          | 75          | 51          | 46          | 46      | 100          | -            | -            | -    |      |      |      |
| 1997   | Broncos de Denver | 15     | 36     | 26          | 72,2        | 53          | 46          | 46      | 100          | -            | -            | -    |      |      |      |
| 1998   | Broncos de Denver | 16     | 27     | 23          | 85,2        | 63          | 58          | 58      | 100          | -            | -            | -    |      |      |      |
| 1999   | Broncos de Denver | 16     | 36     | 29          | 80,6        | 55          | 29          | 29      | 100          | -            | -            | -    |      |      |      |
| 2000   | Broncos de Denver | 13     | 24     | 18          | 75          | 51          | 49          | 49      | 100          | -            | -            | -    |      |      |      |
| 2001   | Broncos de Denver | 16     | 36     | 31          | 86,1        | 50          | 31          | 31      | 100          | -            | -            | -    |      |      |      |
| 2002   | Broncos de Denver | 16     | 36     | 26          | 72,2        | 55          | 43          | 42      | 97,7         | -            | -            | -    |      |      |      |
| 2003   | Broncos de Denver | 16     | 31     | 27          | 87,1        | 51          | 39          | 39      | 100          | -            | -            | -    |      |      |      |
| 2004   | Broncos de Denver | 16     | 34     | 29          | 85,3        | 52          | 42          | 42      | 100          | -            | -            | -    |      |      |      |
| 2005   | Broncos de Denver | 16     | 32     | 24          | 75          | 51          | 44          | 43      | 97,7         | -            | -            | -    |      |      |      |
| 2006   | Broncos de Denver | 16     | 29     | 27          | 93,1        | 51          | 34          | 34      | 100          | -            | -            | -    |      |      |      |
| 2007   | Broncos de Denver | 16     | 31     | 27          | 87,1        | 50          | 33          | 33      | 100          | 1            | 31           | 31   |      |      |      |
| 2008   | Falcons d'Atlanta | 16     | 31     | 29          | 93,5        | 50          | 42          | 42      | 100          | -            | -            | -    |      |      |      |
| 2009   | Falcons d'Atlanta | 11     | 19     | 12          | 63,2        | 50          | 33          | 32      | 97           | -            | -            | -    |      |      |      |
| Totaux | Totaux            | Totaux | 540    | 436         | 80,7        | 63          | 679         | 675     | 99,4         | 2            | 48           | 24   |      |      |      |